# سفيان (لحج)
سفيان هي إحدى قرى الجمهورية اليمنية. تتبع جغرافيا لمحافظة لحج و إداريًا لمديرية تبن. يبلغ تعداد سكانها 1397 نسمة حسب الإحصاء الذي أجري عام 2004.